# سدان اسپورت

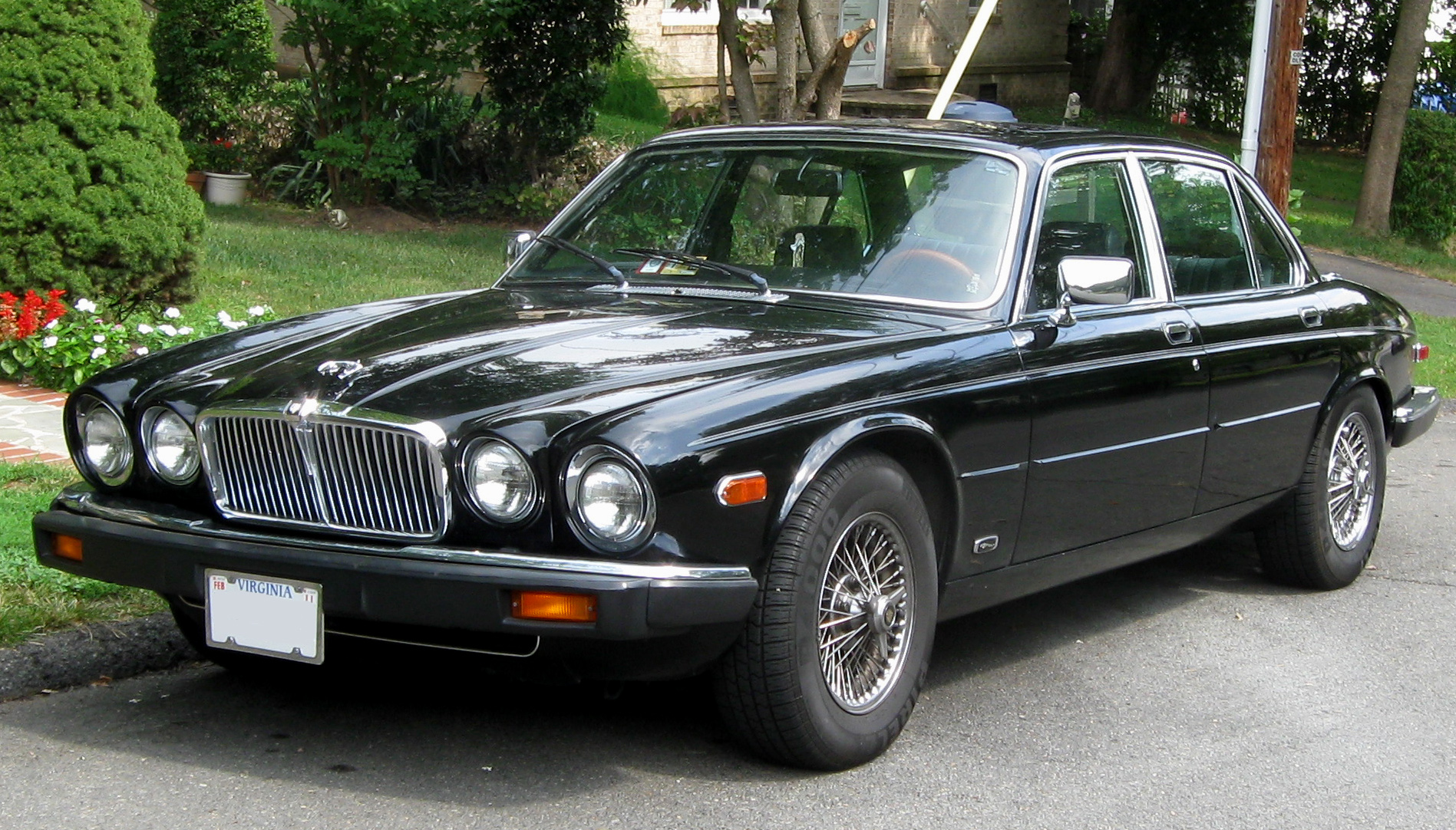
مدل ۱۹۷۹ از سری خودرو جگوار ایکس‌جی، پرفروش‌ترین سری سدان اسپورت کمپانی جگوار

سدان اسپورت (به انگلیسی: Sports sedan) توصیفی از یک خودروی سدان می‌باشد که قابلیت‌های حرکتی (هندلینگ) و آسایشی آن ارتقاء یافته است. آغاز ساخت این کلاس خودرو را می‌توان اوایل دهه ۵۰ میلادی دانست. زمانی که خودروهایی نظیر آلفا رومئو ۱۹۰۰ گام به میان خودروهای بازار مصرف گذاشتند. قیمت این خودروها به میزان افزایش کارایی و امکاناتی که روی آنها نصب می‌شود قابل تغییر است.